# Philorhizus lindbergi
Philorhizus lindbergi es una especie de escarabajo de la familia Carabidae.

## Distribución geográfica
Es endémica de La Palma, islas Canarias (España).